# Vincenzo Balzani (pianista)
Vincenzo Balzani (Milano, 10 dicembre 1951) è un pianista italiano.

## Biografia
Nato a Milano , studia pianoforte al conservatorio  Giuseppe Verdi, e fin da giovanissimo partecipa a concorsi pianistici italiani ed europei, ottenendo numerosi riconoscimenti. 
Intraprende l'attività concertistica, come solista e in formazioni di orchestra da camera, e viene chiamato a far parte di giurie in prestigiosi concorsi pianistici internazionali. Nel contempo, si dedica all'attività didattica, sia come insegnante al conservatorio di Milano dal 1973, sia tenendo conferenze e corsi di perfezionamento all'estero. Riveste il ruolo di direttore artistico di concorsi internazionali, anche riservati a talenti emergenti. 
Fin dai primi anni di attività artistica, produce numerose incisioni, eseguendo in particolare gli Studi Op.10 e Op.25 di Chopin, e musica di Muzio Clementi, Domenico Scarlatti, Mozart, Hummel, Beethoven, Rossini, Schubert, Liszt.

## Discografia
- Johann Nepomuk Hummel - Soirées Musicales, LP, Ducale, Italia
- Rossini / Liszt Franz - Soirées Musicales, LP, Ducale, Italia
- Liszt Franz / Schubert- Soirées Musicales, LP, Ducale, Italia
- Wolfango Amedeo Mozart - Pagine rare per pianoforte, LP, Ducale, Italia
- 1975 – Muzio Clementi - 23 Studi Dal Gradus Ad Parnassum, LP, Arion, Italia
- 1977 – Franz Liszt, Franz Schubert - Soirées De Vienne, Valses Caprices, LP, Ducale, Italia
- 1980 – Il Flauto nell'800 Tedesco, LP, Ducale, Italia
- 2016 – Ludwig Van Beethoven: Sturm und Drang, CD, Imd Music & Web, Italia
- 2017 – Domenico Scarlatti - Sonate, CD, Imd Music & Web, Italia
- 2017 – Claude Debussy - Preludes, CD, Imd Music & Web, Italia